# Карате
Карате (от японски: 空手, [kaɽate], изговор...) е бойно изкуство, възникнало на островите Рюкю в днешната японска префектура Окинава. То се развива на основата на местните техники и китайското бойно изкуство кемпо. Думата КАРАТЕ е съставена от "кара" (空, което означава празен) и "те" (手, буквално „ръка/ръце“), т.е. "празни ръце".  Добавено ДО в края (道, означава "начин/път") допълва смисъла към "изкуството на празните ръце".  Карате е предимно ударно бойно изкуство, използващо удари с юмруци, колене и лакти, ритане и техники с отворена длан, макар че в някои стилове се прилагат също хващания, ключове, задържания и хвърляния.
Карате възниква в Царство Рюкю преди неговото присъединяване към Япония през 19 век. То е пренесено в същинска Япония в началото на 20 век, когато културният обмен с Рюкю се засилва. През 1922 г. окинавския майстор Гичин Фунакоши прави първата демонстрация на карате в Токио и през следващите десетина години в основните японски университети са създадени клубове по карате. След Втората световна война в Окинава е разположена една от основните американски военни бази в региона и карате придобива популярност сред американските военни там, някои от които основават първите карате клубове в Съединените щати. Филмите за бойни изкуства през 60-те и 70-те години увеличават популярността на карате, като името му започва да се използва в разговорния език за всички ударни източни бойни изкуства.
През втората половина на 20 век школи по карате започват да се появяват по целия свят, привличайки както хора с временен интерес, така и такива с желание за по-задълбочено изучаване на изкуството. Днес карате се практикува като средство за самоусъвършенстване, по културни причини, за самозащита и като спорт. Общият брой на практикуващите карате в света се оценява на около 50 милиона души.

## История

### В Окинава
В основата на карате е бойната система те, широко разпространена сред военната класа в Рюкю. През 1372 година Рюкю установява търговски отношения с китайската империя Мин, след което на островите проникват, главно от Фудзиен, някои китайски бойни изкуства. Голяма група китайски семейства се установява в Оканава около 1392 година и допринася за разпространението на различни китайски изкуства и научни познания, включително и бойни изкуства. Политическата централизация на Окинава при владетеля Шо Хаши в началото на 15 век и забраната на оръжията след нашествието на японския клан Шимадзу през 1609 година също стимулират развитието на бойните техники без използване на оръжие.
При те не съществуват формализирани стилове, а по-скоро множество практикуващи със свои собствени методи. Сред запазените до днес примери е школата Мотобу-рю. Ранните стилове в карате често са наричани с общите наименования Шури-те, Наха-те и Томари-те – от имената на трите града, където възникват. Всяка географска област и нейните учители използват собствена ката, техники и принципи, които отличават тяхната местна версия на те от останалите варианти.
Представителите на окинавските висши класи често получават образованието си в Китай, където изучават различни политически и практически дисциплини. Интегрирането на китайските бойни изкуства без използване на оръжие с окинавското те се дължи донякъде на тези контакти, но също и на засилващите се ограничения на използването на оръжие на островите. Традиционната ката в карате силно наподобява някои форми, характерни за фудзиенските бойни изкуства, като байхъ, удзу и ганжоу. Възможно е те, както и някои окинавски оръжия, като сай, тонфа и нунчаку да произлизат от Югоизточна Азия.
През 1806 година Сакугава Канга (1782 – 1838), след като изучава бойни изкуства в Китай, според легендата при създателя на кусанку ката Косокун, започва да преподава в Шури бойно изкуство, което нарича „Туди Сакугава“. „Туди“ е първото известно използване на думата „карате“ (японската форма на същата дума – 唐手). През 20-те години на 19 век ученикът на Сакугава Мацумура Сокон (1809 – 1899) започва да преподава смесица на те и китайския стил на Шаолин, който по-късно получава името Шорин-рю.
Ученикът на Мацумура Итосу Анко (1831 – 1915) създава опростена ката за начинаещи ученици, а през 1901 година помага за въвеждането на изучаване на карате в обществените училища в Окинава. Итосу оказва голямо влияние върху формирането на карате. Създадените от него форми се използват от почти всички стилове, а сред неговите ученици са едни от най-известните майстори, като Гичин Фунакоши, Кенва Мабуни и Мотобу Чоки.
През 1881 година Хигаона Канрьо се връща от Китай след години на обучение и основава бъдещата школа Наха-те. Сред неговите ученици е основателят на Годжу-рю Чоджун Мияги, който от своя страна обучава известни майстори, като Секо Хига, Меитоку Яги, Миядзато Еиичи и Сеикичи Тогучи.
В допълнение към трите ранни стила, четвърта форма, възникнала в Окинава е създадената от Канбун Уечи (1877 – 1948). Едва двадесетгодишен, той е принуден да замине за Фуджоу във Фудзиен, за да избегне службата в японската армия. Там изучава бойни изкуства и се превръща в една от водещите фигури в стила нам пай чуан. По-късно той разработва свой собствен стил в карате – Уечи-рю.

## Техника
Техниката на карате се отличава със средно високи стойки, водене на боя от средна дистанция, отдаване на предпочитание на удрящите техники. Подсечките и хвърлянята за разлика от Джудо не са цел, а по-скоро средство за изваждане на противника от равновесие и по-успешно прилагане на удара. Карате е било развито в условията на забрана за носене на оръжие от простолюдието, като практикуващият е трябвало с голи ръце или подръчни средства да се противопоставя на въоръжения нападател. Това е предполагало развиването на много голяма скорост на нападение и защита, и много добра закалка на крайниците с оглед нанасяне на поражение през броня. Тъй като срещу обучен самурай с меч невъоръженият му противник не е разполагал с достатъчно време е било нужно по възможност боя да приключи с първия удар. От тези времена води началото си девиза „иккен хисацу“ – убий с един удар. Гореспоменатите подръчни средства, са нунчаку (използвано за лющене на ориз), тонфа (дръжка на мелничка), сай (средство за садене на ориз), бо (дълга тояга), джо (палка). Всичко това се е превръщало в смъртоносно оръжие в ръцете на вещия. Тези четири оръжия са особено характерни за карате и са обединени под името кобудо.
Типична особеност на карате за разлика от китайските стилове е чифтното използване на оръжията, по едно във всяка ръка. Карате се тренира с помощта на спаринг наречен кумите и самостоятелно изпълнение на серии от строго подредени техники наречени-бой с въображаем противник ката. Най-популярните стилове са Шотокан, Шито-рю, Годжу-рю, Вадо-рю и Киокушинкай.